# Шехоян, Каро Сергеевич
Каро Сергеевич Шехоян (13 сентября 1923, Тифлис — 8 мая 2004, Москва) — советский и российский архитектор. Академик отделения архитектуры Российской академии архитектуры и строительных наук, член-корреспондент московского отделения Международной академии архитектуры. Лауреат премии Совета Министров СССР, Государственной премии РСФСР в области архитектуры и Государственной премии Российской Федерации.

## Биография
Каро Шехоян родился 13 сентября 1923 года в Тбилиси. С детства увлекался рисованием. Принимал участие в Великой Отечественной войне.
В 1947 году демобилизовался и поступил в Московский архитектурный институт. Учился у Ю. Н. Шевердяева и М. Ф. Оленева.
Окончив институт в 1953 году, поступил на работу в Моспроект. Сначала работал в мастерской № 4 под руководством Ю. Н. Шевердяева. В 1960-х годах работал в мастерской № 14. С 1972 по 1978 год руководил мастерской № 19 управления «Моспроект-1», занимавшейся застройкой Волгоградского района. С 1978 по 1985 год возглавлял мастерскую № 9. С 1985 года и до конца жизни руководил мастерской № 12 Моспромпроекта.
Занимался педагогической деятельностью, работал на кафедре дипломного проектирования Московского архитектурного института.
Член Союза архитекторов СССР и Союза художников СССР. Глава комиссии по приёму в Союз архитекторов СССР, секретарь Союза архитекторов СССР, член президиума и правления Союза архитекторов России и Союза московских архитекторов.
Выполнил более 200 проектов общественных, жилых и производственных зданий. Более половины из них было реализовано.
Каро Шехоян был также известен как художник-график, автор живописных портретов и пейзажей. Неоднократно принимал участие в фестивалях, художественных выставках в Центральном доме архитектора, Центральном доме художника, в Манеже и на других площадках.
Умер 1 сентября 2004 года.

## Работы
Здания
- Общежития во Владычине и Черёмушках (1950-е, в составе коллектива)[3]
- Зелёный театр в ЦПКиО имени Горького (1957, в составе коллектива)[1]
- Дворец пионеров Фрунзенского района на Миусской площади (1960)[1]
- Проект реконструкции улицы Горького (1959—1961, совместно с В. И. Уткиным и Ю. Н. Шевердяевым)[1]
- Жилой дом и кафе «Лира» на Большой Бронной улице, 29 (1962—1966, совместно с Ш. А. Айрапетовым и В. И. Уткиным)[1]
- Останкинский телецентр (1969, в составе коллектива под руководством Л. И. Баталова)[1]
- Дворец культуры АЗЛК «Москвич» на Волгоградском проспекте (1977—1980, руководитель авторского коллектива)[1]
- Киноконцертный комплекс «Волгоград» на Ферганской улице[1]
- Производственный корпус завода по обработке алмазов «Кристалл» в Химках-Ховрине (1969—1972, совместно с Л. И. Баталовым и Л. М. Забозлаевой, Государственная премия РСФСР в области архитектуры, 1973)[1]
- Дворец пионеров в Ханое (1982)[1]
- Общественно-торговый центр в Выхине (1984)[1]
- Комплекс зданий НПО «Энергия»[1]
- АТС и серия пожарных депо (1990—2000-е)[1]
- Детская школа искусств имени М. А. Балакирева в Выхине (2000, руководитель авторского коллектива, Государственная премия Российской Федерации, 2001)[1]
- Муниципальная баня на улице Шолохова в Новопеределкине (2002, руководитель авторского коллектива)[1]
- Административное здание ПКБ Главэнергостроймеханизация[1]
- Школа № 235 на улице Щепкина, 68 (2003, совместно с А. Г. Златкиным и другими)[1]
- Школа № 1233 по Большому Афанасьевскому переулку, 27[1]
- Школа № 354 по Лефортовскому переулку, 8/10 (2001, совместно с Л. А. Чупрыгиной)[1]

Памятники
- Памятник В. И. Ленину в городе Карши Узбекской ССР[3]
- Мемориальная колонна в честь 100-летия Владивостока[3]
- Монумент павшим морякам в городе Находке[3]
- Мемориальный комплекс в городе Бешкент Узбекской ССР[3]

## Награды и звания
- Государственная премия Российской Федерации в области литературы и искусства (2001) — за здание Детской школы искусств имени М. А. Балакирева в Москве[1]
- Государственная премия РСФСР в области архитектуры (1973) — за проектирование и строительства завода по обработке алмазов «Кристалл» в Химках-Ховрине[1]
- Премия Совета Министров СССР — за телецентр в Останкино[1]
- Премия Совета Министров СССР — за Дворец культуры АЗЛК[1]
- Заслуженный архитектор РСФСР (1980)[5]
- Почётный архитектор России[6]
- Почётный строитель Москвы[6]
- Академик отделения архитектуры Российской академии архитектуры и строительных наук
- Член-корреспондент московского отделения Международной академии архитектуры[6]
- Орден Отечественной войны II степени (1985)[7]
- Орден Дружбы[6]
- Медаль «За высокое зодческое мастерство»[6]
- Большая медаль РААСН[6]
- Диплом Всемирного биеннале архитектуры[6]